# Gastrafetes

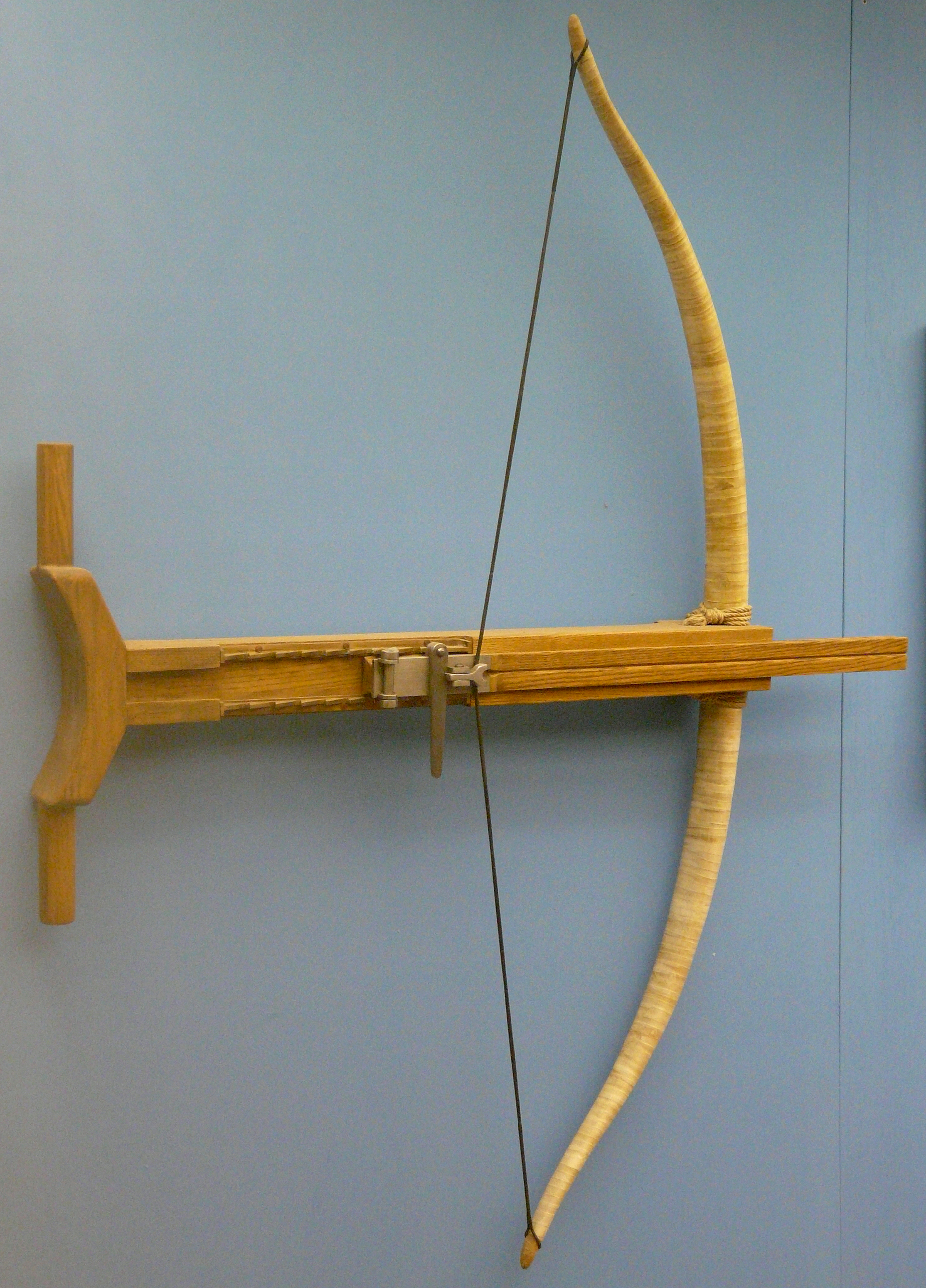
Gastrafetes.

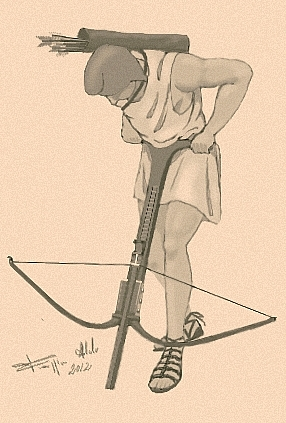
Gastrafetes siracusano como los utilizados en el sitio de Motia.

El gastrafetes (en griego antiguo γαστραφέτης, literalmente ‘arco de vientre’) era un arma de no torsión, una ballesta portátil, usada por los antiguos griegos.
Fue descrito en el siglo I por el autor griego Herón de Alejandría en su obra Belopoeica (en griego antiguo βελοποίικα, Sobre la fabricación de catapultas) y se basaba en otra más antigua de Ctesibio. La fecha de su invención podría rondar el 400 a. C., puesto que en el 397 a. C., Dionisio I utilizó contra los cartagineses, en el asedio de la ciudad siciliana de Motia, una nueva versión altamente desarrollada por sus ingenieros militares y que tenía un gran alcance.
La diferencia con una ballesta convencional está en que el gastrafetes tiene una plataforma deslizante entre dos topes del armazón principal. Sobre esta plataforma se coloca el proyectil. Para tensar el arco antes del disparo, se debe apoyar el cuerpo en la parte trasera y aplicar el peso contra el suelo, de manera que se pueda vencer la resistencia hasta trabar la cuerda.
Una evolución del gastrafetes era el oxíbeles. Esta arma era, en síntesis, un enorme arco (de más de 4 m), montado sobre un bastidor de madera y cuyos principales componentes eran un disparador, que era una barra ranurada, y un deslizador. No dejaba de ser una ballesta primitiva, por la que a lo largo de la ranura del disparador se lanzaban pernos de madera con una trayectoria rectilínea.
En alcance superaba al arco compuesto, pues podía disparar proyectiles hasta más de 250 m de distancia. El gastrafetes podía lanzar piedras de unos 18 kg a más de 200 m.
No se han hallado restos arqueológicos de este ingenio bélico, pero la descripción que hizo Herón es bastante detallada y ha permitido hacer reconstrucciones.
Una versión mayor del gastrafetes (quizá la que se utilizó en el sitio de Motia) era el oxibeles, que se usaba como arma de asedio. Este último fue sustituido más tarde por las primeras balistas, que posteriormente también fueron desarrolladas en versiones de tamaño reducido y que acabarían por desterrar al gastrafetes.